# Nazionale maschile di pallavolo dell'Islanda
La nazionale maschile di pallavolo dell'Islanda è una squadra europea composta dai migliori giocatori di pallavolo dell'Islanda ed è posta sotto l'egida della Federazione pallavolistica dell'Islanda.

## Rosa
Segue la rosa dei giocatori convocati per i XX Giochi dei piccoli stati d'Europa.
| N° | Nome                   | Ruolo | Data di nascita  | Squadra      |
| -- | ---------------------- | ----- | ---------------- | ------------ |
| 1  | Markús Matthíasson     | S     | 25 febbraio 2001 | HK Kópavogur |
| 2  | Valgeir Valgeirsson    | S     | 30 agosto 1988   | Hamar        |
| 3  | Lúðvík Matthíasson     | P     | 2 settembre 1996 | HK Kópavogur |
| 4  | Kristján Valdimarsson  | C     | 15 febbraio 1989 | Hamar        |
| 6  | Atli Pétursson         | S     | 24 febbraio 2000 | Afturelding  |
| 8  | Hafsteinn Valdimarsson | C     | 15 febbraio 1989 | Hamar        |
| 9  | Valens Ingimundarson   | S     | 29 maggio 2002   | Afturelding  |
| 11 | Hafsteinn Sigurðsson   | O     | 20 giugno 2001   | Habo         |
| 12 | Máni Matthíasson       | P     | 19 maggio 1999   | HK Kópavogur |
| 13 | Kristinn Hannesson     | C     | 12 ottobre 2003  | Afturelding  |
| 15 | Tómas Davidsson        | C     | 14 ottobre 2006  | HK Kópavogur |
| 17 | Þórarinn Jónsson       | S     | 12 ottobre 2000  | Völsungur    |
| 19 | Hreinn Erluson         | P     | 12 ottobre 2005  | Völsungur    |
| 20 | Arnar Björnsson        | L     | 20 luglio 1990   | HK Kópavogur |

## Risultati

### Competizioni CEV
| 2000 | 5º posto        | Convocazioni |
| 2002 | 2º posto        | Convocazioni |
| 2004 | non qualificata | -            |
| 2007 | non qualificata | -            |
| 2009 | 3º posto        | Convocazioni |
| 2011 | 5º posto        | Convocazioni |
| 2013 | non qualificata | -            |
| 2015 | non qualificata | -            |
| 2017 | 3º posto        | Convocazioni |
| 2019 | 3º posto        | Convocazioni |
| 2022 | 4º posto        | Convocazioni |
| 2023 | 3º posto        | Convocazioni |
| 2024 | non qualificata | -            |

| 2018 | non qualificata | -            |
| 2019 | non qualificata | -            |
| 2021 | non qualificata | -            |
| 2022 | non qualificata | -            |
| 2023 | non qualificata | -            |
| 2024 | 4º posto        | Convocazioni |
| 2025 | 7º posto        | Convocazioni |

### Competizioni zonali
| 1987 | ?        | -            |
| 1989 | ?        | -            |
| 1991 | ?        | -            |
| 1993 | ?        | -            |
| 1995 | ?        | -            |
| 1997 | ?        | -            |
| 1999 | 3º posto | Convocazioni |
| 2001 | ?        | -            |
| 2003 | 5º posto | Convocazioni |
| 2005 | 5º posto | Convocazioni |
| 2007 | 5º posto | Convocazioni |
| 2009 | 3º posto | Convocazioni |
| 2011 | 4º posto | Convocazioni |
| 2013 | 6º posto | Convocazioni |
| 2015 | 2º posto | Convocazioni |
| 2017 | 5º posto | Convocazioni |
| 2019 | 6º posto | Convocazioni |
| 2025 | 5º posto | Convocazioni |